# Die Möwe Jonathan

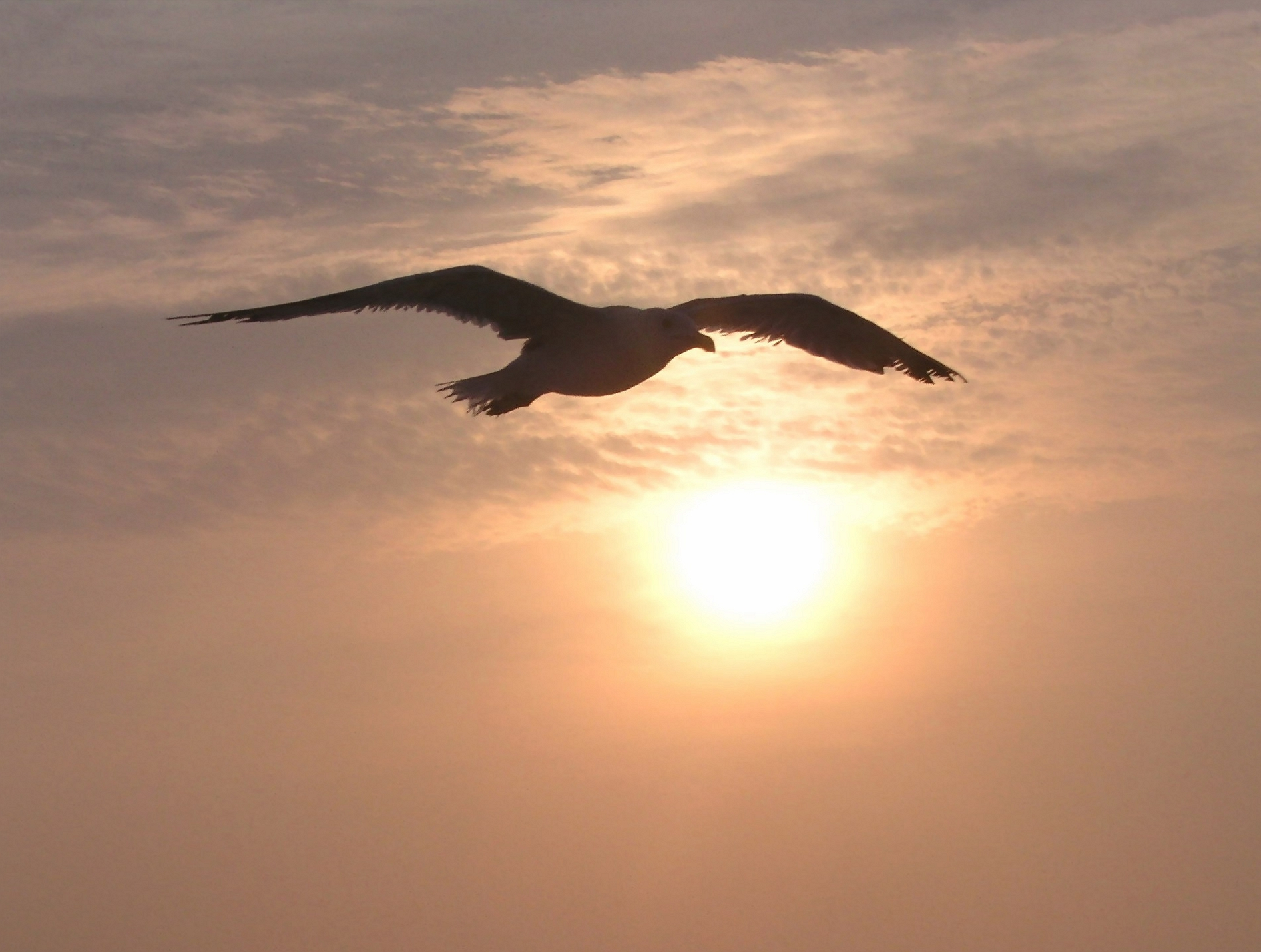
Mittelmeermöwe (Larus michahellis) im Flug bei Sonnenaufgang

Die Möwe Jonathan (Originaltitel: Jonathan Livingston Seagull, Aussprache ˈdʒɑːnəθən ˈlɪvɪŋstən ˈsiːgʌl) ist eine Erzählung des US-amerikanischen Schriftstellers Richard Bach aus dem Jahr 1970.

## Das Werk

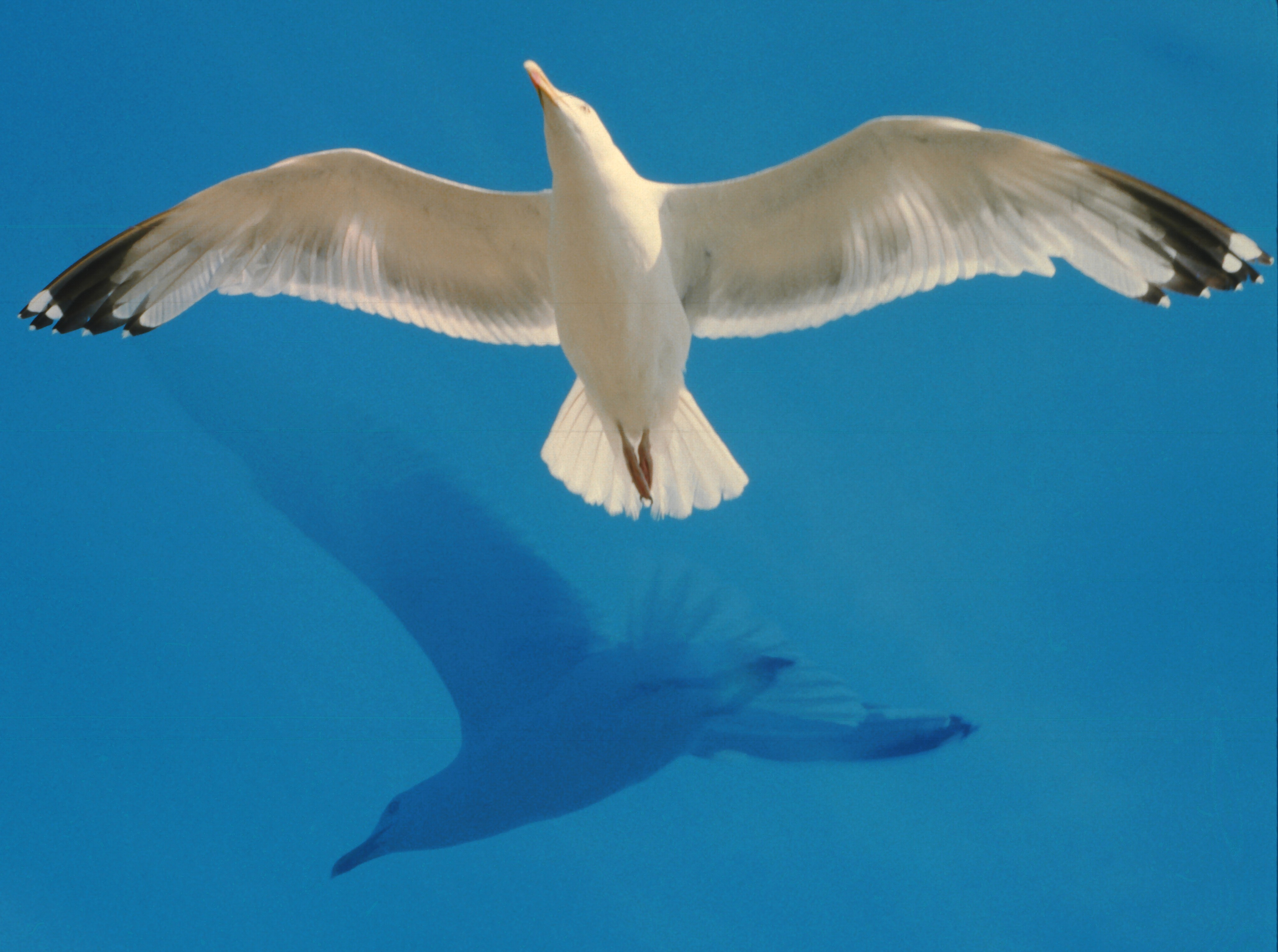
Allegorie auf die Transzendenz der Möwe Jonathan

Die Erzählung schildert in drei Teilen das Leben der Möwe Jonathan, die sich durch ihre individuelle Lebensweise von ihren Artgenossen abhebt.
Die Möwe Jonathan strebt Perfektion im Fliegen an und wird daher von den anderen Möwen ausgegrenzt. Diese setzen ihre mittelmäßigen fliegerischen Fähigkeiten nur zur Futtersuche ein, als Mittel zum Zweck. Sie fliegen, um zu leben. Jonathan dagegen will seine Flugkunst vervollkommnen. Er will leben, um zu fliegen. Er übt sich im Sturzflug, um Geschwindigkeitsrekorde zu brechen, in Loopings und ähnlichen flugakrobatischen Kunststücken. Er will über den Durchschnitt hinaus und das Außerordentliche erfahren. Das Lernen und Streben nach Neuem und Unbekanntem, wofür die Freiheit des Fliegens beispielhaft steht, ist Jonathan der Sinn seines Daseins. Den Keim dazu sieht er in jeder Möwe angelegt. Weil er damit „gegen die Würde und die Traditionen der Möwensippe“ verstößt, wird er vom Ältestenrat des Möwenschwarms verbannt. Trotz Ausgrenzung hält er aber leidenschaftlich an seinen Zielen fest.
Nachdem die Möwe Jonathan gestorben ist (er in eine neue Welt transzendiert), findet er sich in einer kleinen Gesellschaft von Möwen, die alle seine Ideale teilen und ihre Flugkünste, in das Unnatürliche steigernd, weiter perfektionieren. Die "Flugkunst" geht so weit, dass es möglich wird, sich per Gedanken zu teleportieren. Nach Erreichen dieser höchsten Stufe des Fliegens ist Jonathans Entwicklung jedoch noch nicht abgeschlossen. Er soll sich auf Anraten einer älteren Möwe weiter perfektionieren, indem er Nächstenliebe übt.
Aus Liebe zu den Möwen, die auf der Erde in ihrem alltäglichen Kampf ums Überleben verstrickt sind und nichts über die höhere Daseinsform einer vollkommenen Möwe wissen, beschließt die Möwe Jonathan, zur Erde zurückzukehren, um ihre Erfahrungen mit den Glücksgefühlen des Fliegens als Lebenszweck anderen, jungen Möwen weiterzugeben und zu vermitteln, dass das Fliegen an sich (das Leben an sich) der Zweck des Daseins ist, nicht das Fressen.

## Interpretation / Kernaussagen
Das Werk erlaubt auf Grund seiner Kürze viele Interpretationen. Die geschichtliche Beschreibung von Tod, transzendenter Zwischenwelt und Rückkehr zur Erde ist ein religiöses Motiv, das sich allerdings keiner bestimmten Religion zurechnen lässt. Die Suche nach dem Sinn des Lebens und dem Kern seines eigenen Wesens sind die philosophischen Themen, die das Werk dominieren. Diese werden aus Sicht einer Möwe auch beantwortet. Das Wesen der Möwe ist das Fliegen. Der Sinn des Lebens ist es, sich zu perfektionieren. Wobei die Perfektion nicht nur das eigene Wesen – symbolisiert durch das Fliegen – betrifft, sondern auch das höhere Wesen, das durch die Ausübung von Tugenden wie Nächstenliebe, Güte und Barmherzigkeit bestimmt ist. Was das allerdings für den Menschen bedeutet, bleibt offen und wird der Interpretation des Lesers überlassen. Da Gott in der Erzählung keine Rolle spielt und die Themen Selbstfindung, Perfektionierung und Nächstenliebe dominieren, trägt die Philosophie des Werkes stark buddhistische Züge. Da die Gottesfrage aber ausgespart wird, bleibt das Werk für Anhänger aller Religionen und auch für Agnostiker oder Atheisten zugänglich.
Die Erzählung gilt unter anderem auch als Parabel für Menschen, die anderen auf der Suche nach spirituellen Einsichten selbstlos helfen, obwohl ihnen bewusst ist, dass „der Schwarm“ sie eigentlich nicht will.

## Verfilmung
Der Roman wurde 1973 von Regisseur Hall Bartlett unter dem gleichen Titel verfilmt. Der Film war trotz seiner atemberaubenden Naturaufnahmen eher ein Flop, dafür wurde die Filmmusik von Neil Diamond weltberühmt.

## Ausgaben (Auswahl)
Die hier aufgeführten Bücher sind mit begleitenden Fotos oder Zeichnungen versehen:
- Die Möwe Jonathan. Ullstein, Frankfurt am Main 1970; 10. überarb. A. 1995, ISBN 3-550-08536-2 (Großformat).
- Jonathan Livingston Seagull. Scribner, New York 2006, ISBN 0-7432-7890-9 (aktuelle engl. Ausgabe).
- Die Möwe Jonathan. Ullstein, Berlin 2012, ISBN 978-3-548-28451-4 (Taschenbuch).

Hörbuch, gelesen von Rufus Beck:
- Die Möwe Jonathan. Audio-CD. Random House Audio, Köln 2001, ISBN 3-89830-724-7.